# Metal Machine Music
Metal Machine Music je studiové dvojalbum amerického rockového kytaristy, zpěváka a dřívějšího člena skupiny The Velvet Underground Lou Reeda, vydané v roce 1975 u RCA Records. Album se skládá jen z kytarových smyček a vazeb a magnetofonového šumu.

## Seznam skladeb

### Strana1
1. „Metal Machine Music, Part 1“ – 16:10

### Strana2
1. „Metal Machine Music, Part 2“ – 15:53

### Strana 3
1. „Metal Machine Music, Part 3“ – 16:13

### Strana4
1. „Metal Machine Music, Part 4“ – 15:55